# Daniele Bruschi
Daniele Bruschi (Fiorenzuola d'Arda, 8 luglio 1966) è un ex ciclista su strada e mountain biker italiano, professionista dal 1988 al 1989. L'unico successo in carriera fu una tappa al Giro di Calabria 1988.

## Palmarès
- 1987 (dilettanti)

Vicenza-Bionde
Milano-Tortona
- 1988 (Atala-Ofmega, una vittoria)

2ª tappa Giro di Calabria (Villaggio Palumbo > Palmi)
- 1990 (Élite)

Gran Premio San Giuseppe

## Piazzamenti

### Grandi Giri
- Giro d'Italia

1989: 135º

### Classiche monumento
- Milano-Sanremo

1989: 16º